# 마샤 크로스
마샤 크로스(영어: Marcia Cross, 1962년 3월 25일 ~ )는 미국의 배우이다. 《위기의 주부들》(2004-12)을 통해 골든 글로브상과 프라임타임 에미상의 코미디 시리즈 부문 여우주연상 후보에 올랐으며, 새틀라이트상과 미국 배우 조합상을 수상하였다.

## 출연 작품

### 영화
- 뱃 인플루언스 (1990)
- 브링잉 업 바비 (2011)

### 텔레비전
- 원 라이프 투 리브 (1986-88)
- 광속인간 샘 (1990)
- 멜로즈 플레이스 (1992-97)
- 이야기 도시 (2000)
- 앨리의 사랑 만들기 (2000)
- 사랑의 마을 에버우드 (2003-04)
- 위기의 주부들 (2004-12)
- 콴티코 (2015-17)